# Hospital Mount Elizabeth

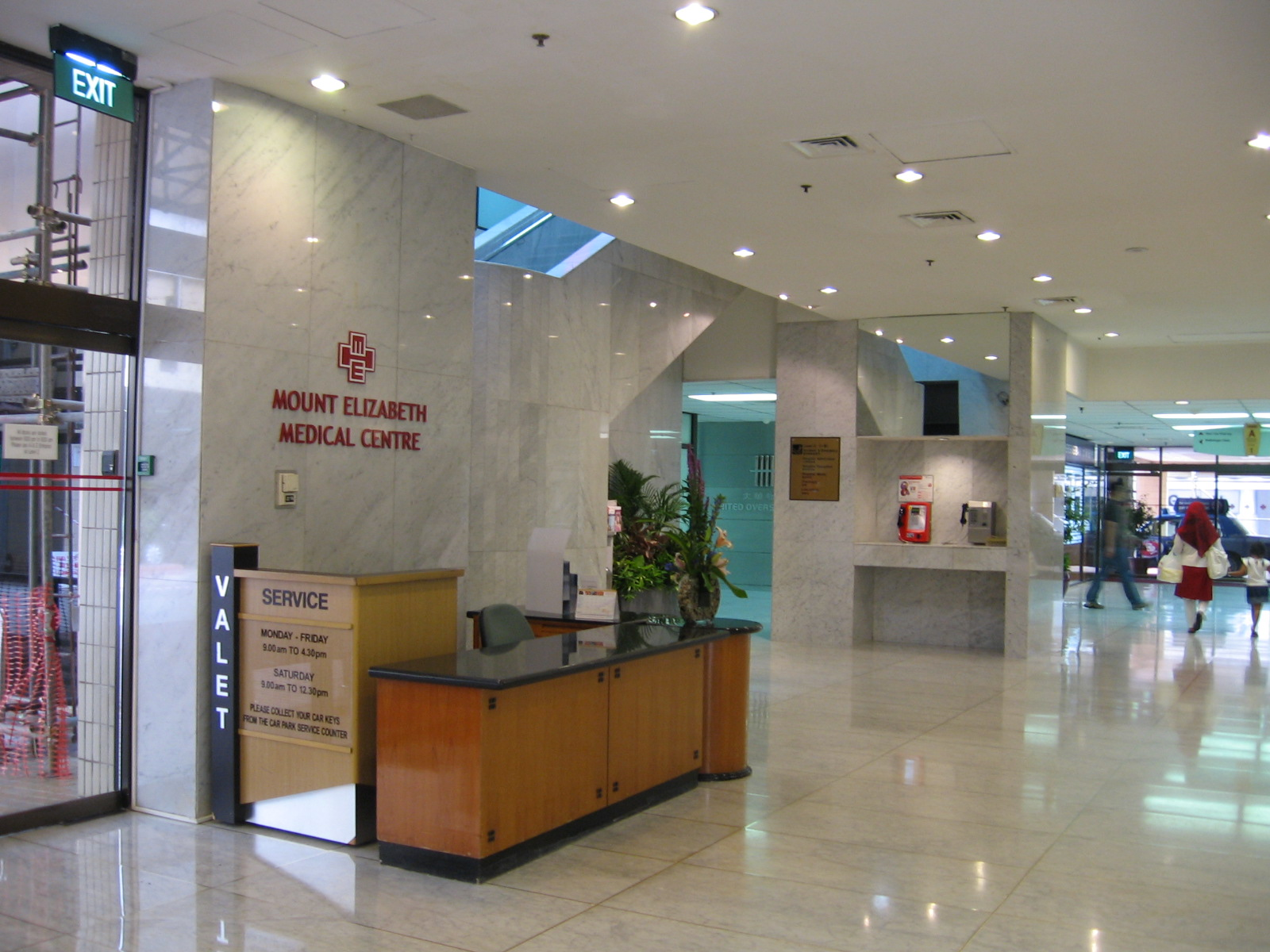
Hospital Mount Elizabeth

O Hospital Mount Elizabeth é um hospital privado de 345 leitos em Singapura operado pela Parkway Pantai Group. A construção começou em 1976 e o hospital abriu oficialmente em 8 de dezembro de 1979. O hospital oferece uma ampla gama de serviços médicos e cirúrgicos, incluindo cirurgia vascular cardiotorácica, neurocirurgia, cirurgia geral, ortopedia, cardiologia, oncologia e transplantes de múltiplos órgãos. Com uma alta concentração de cardiologistas, cirurgiões cardíacos, neurologistas e neurocirurgiões de toda a região, o hospital é um centro de referência regional, atraindo pacientes que necessitam de procedimentos médicos complexos.
O hospital é credenciado pela Joint Commission International (JCI) e está localizado no coração da Orchard Road de Singapura, atrás do shopping da Paragon. É o primeiro hospital privado em Singapura a realizar cirurgia de coração e estabelecer um centro de medicina nuclear.
A família real de Brunei construiu um suíte para seu próprio uso, mas foi posteriormente disponibilizado para uso por outros pacientes.
Em 2016, o custo de uma cama em uma sala de quatro camas era de US$ 276 por noite. Um quarto individual era de US$ 640 por noite.
Em 2012 o Parkway Pantai Group ampliou a sua presença em Singapura ao abrir mais um hospital denominado Mount Elizabeth Novena Hospital, sendo este considerado um hospital de última geração focado nas principais áreas especiais de coração e vascular, neurologia, oncologia, ortopedia e cirurgia geral. A instalação moderna oferece tratamentos médicos no conforto de quartos totalmente equipados.